# Medetera nubilans
Medetera nubilans är en tvåvingeart som beskrevs av Negrobov och Tsurikov 1991. Medetera nubilans ingår i släktet Medetera och familjen styltflugor.
Artens utbredningsområde är Vietnam. Inga underarter finns listade i Catalogue of Life.